# Peperomia argumentosa
Peperomia argumentosa är en pepparväxtart som beskrevs av William Trelease. Peperomia argumentosa ingår i släktet peperomior, och familjen pepparväxter. Inga underarter finns listade i Catalogue of Life.